# ديك يين وونغ
ديك يين وونغ (بالإنجليزية: Dick Yin Wong)‏ هو محامي وقاضي أمريكي، ولد في 13 سبتمبر 1920 في هونولولو في الولايات المتحدة، وتوفي بنفس المكان في 26 ديسمبر 1978.